# IBM System/390
IBM System/390 ou S/390 est une architecture matérielle 32 bits d'IBM pour ses mainframes, commencée en 1990 avec la famille System/9000 (ES/9000) et succédant à la série S/370. Elle est remplacée à partir de 2000, par l'architecture 64 bits z/Architecture. Les modèles de processeurs S/390 varient en termes de fréquence d'horloge et de nombre de cœurs, allant généralement de 1 à 32 cœurs.